# Dude Ranch
Dude Ranch — второй студийный альбом американской поп-панк-группы Blink-182, выпущенный 17 июня 1997 года лейблом Cargo Music. В 1998 году лейбл MCA Records подписал с группой контракт для распространения этого ставшего успешным альбома. Это единственный альбом Blink-182 спродюсированный Марком Тромбино, а также это последний альбом с барабанщиком Скоттом Рейнором в составе группы, который был заменен на Тревиса Баркера в следующем году.
В составе альбома пять синглов, два из которых («Dammit (Growing Up)» и «Josie (Everything’s Gonna Be Fine)») принесли группе известность и популярность и вошли в альбом Greatest Hits. Альбом Dude Ranch получил, по большей части, положительные отзывы критиков и стал платиновым по сертификации RIAA.

## Запись
После концертного турне 1994—1995 годов в поддержку своего дебютного альбома Cheshire Cat, который довольно неплохо продавался для независимого лейбла Cargo Music, участники группы в 1996 году направляются в город Энсинитас, штат Калифорния, чтобы записать свой второй студийный альбом под руководством нового продюсера Марка Тромбино. Многие песни, вошедшие на Dude Ranch, уже были выпущены до этого в различных демозаписях и мини-альбомах. Две песни, записанные в это время, не вошли в окончательную версию альбома: это кавер-версия на песню «Dancing with Myself» группы Generation X и рождественская композиция «I Won't Be Home for Christmas». «Dancing with Myself» в исполнении Blink-182 вошла в сборник Before You Were Punk в марте 1997 года незадолго до релиза Dude Ranch, а также попала в сборник Five Years on the Streets 1998 года и в саундтрек к фильму «Разменная монета» 2000 года.

## Выпуск
Dude Ranch официально выпущен 17 июня 1997 года лейблом Cargo Music. В 1998 году после успешных продаж лейбл MCA Records заключает с группой контракт и получает права на распространение этого альбома. Изначально альбом вышел на CD и аудиокассетах, однако, 12 января 2010 года независимый лейбл Mightier Than Sword Records выпустил Dude Ranch на виниле.
Сразу после выпуска в июне 1997 года альбом занял 67 место в чарте Billboard 200. Dude Ranch стал золотым примерно через год после выпуска, а платиновым — в начале 1999 года.
В поддержку альбома вышло пять синглов: «Lemmings» в 1996 году, «Dammit» в сентябре 1997-го, «Apple Shampoo» в октябре 1997-го, «Dick Lips» в феврале 1998-го и «Josie» в ноябре 1998-го. Из них только «Dammit» попал в чарты, заняв 11 строчку в Billboard Modern Rock Tracks. Видеоклипы были сняты на синглы «Dammit» и «Josie». Песня «I Won't Be Home for Christmas» выпущена в виде промосингла в 1998 году, а затем переиздалась в виде международного сингла в 2001 году. «I Won’t Be Home for Christmas» попала в чарты только в Канаде, однако добилась там значительного успеха.

## Список композиций
Слова и музыка всех песен — Марк Хоппус, Том ДеЛонг и Скотт Рейнор.
| №                   | Название            | Основной вокалист   | Длительность |
| ------------------- | ------------------- | ------------------- | ------------ |
| 1.                  | «Pathetic»          | Хоппус/ДеЛонг       | 2:28         |
| 2.                  | «Voyeur»            | ДеЛонг              | 2:43         |
| 3.                  | «Dammit»            | Хоппус              | 2:45         |
| 4.                  | «Boring»            | ДеЛонг              | 1:41         |
| 5.                  | «Dick Lips»         | ДеЛонг              | 2:57         |
| 6.                  | «Waggy»             | Хоппус              | 3:16         |
| 7.                  | «Enthused»          | ДеЛонг              | 2:48         |
| 8.                  | «Untitled»          | ДеЛонг              | 2:46         |
| 9.                  | «Apple Shampoo»     | Хоппус              | 2:52         |
| 10.                 | «Emo»               | Хоппус              | 2:50         |
| 11.                 | «Josie»             | Хоппус              | 3:19         |
| 12.                 | «A New Hope»        | Хоппус              | 3:45         |
| 13.                 | «Degenerate»        | ДеЛонг              | 2:28         |
| 14.                 | «Lemmings»          | Хоппус              | 2:38         |
| 15.                 | «I'm Sorry»         | ДеЛонг              | 5:37         |
| Общая длительность: | Общая длительность: | Общая длительность: | 44:53        |

| №   | Название      | Основной вокалист | Длительность |
| --- | ------------- | ----------------- | ------------ |
| 16. | «Dog Lapping» | ДеЛонг/Хоппус     | 1:55         |

## Участники записи

### Blink-182
- Том ДеЛонг — ведущий вокал, бэк-вокал, гитара
- Марк Хоппус — ведущий вокал, бэк-вокал, бас-гитара
- Скотт Рейнор — барабаны, перкуссия

### Производство
- Марк Тромбино — продюсер, клавишные, запись, микширование
- Донелл Кемерон — микширование («Pathetic», «Boring», «Enthused», «Josie», «A New Hope» и «I’m Sorry»)
- Тим Стедмен — арт-директор, дизайн
- Лоу Бич — дизайн обложки
- Эшли Пигфорд — дизайн
- Стив Ши — фотографии группы
- Викто Гестелум — дизайн диска
- Брайан Гарднер — мастеринг

## Позиции в чартах
Альбом
| Год  | Чарт                  | Позиция |
| ---- | --------------------- | ------- |
| 1997 | Top Heatseekers       | 1       |
| 1997 | The Billboard Top 200 | 67      |

Синглы
| Год  | Сингл    | Чарт                   | Позиция |
| ---- | -------- | ---------------------- | ------- |
| 1997 | «Dammit» | Modern Rock Tracks     | 11      |
| 1997 | «Dammit» | Mainstream Rock Tracks | 26      |